# Tchajwanská kuchyně

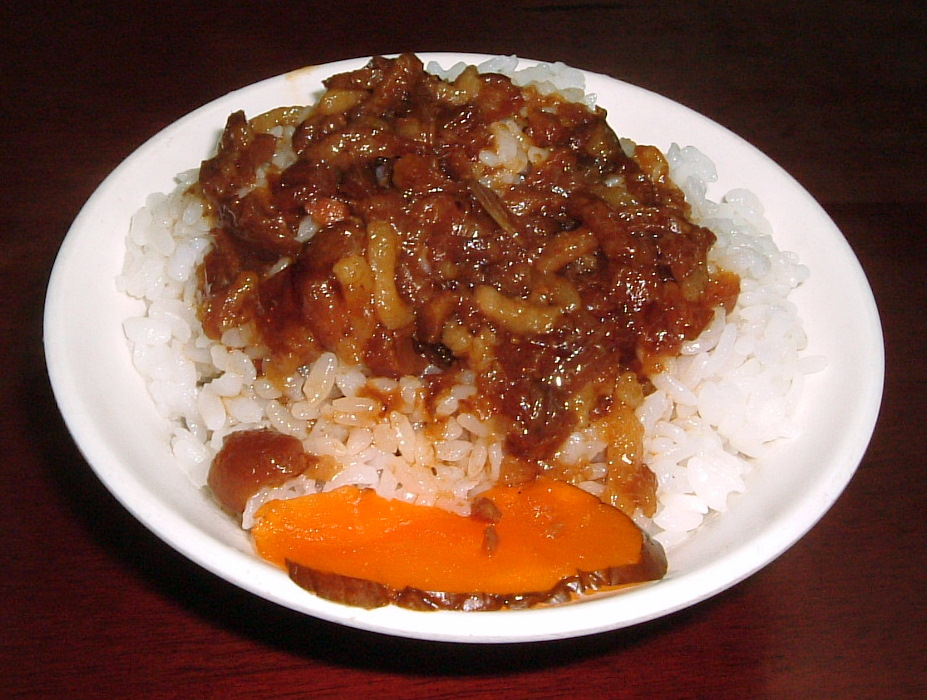
Lu-žou fan

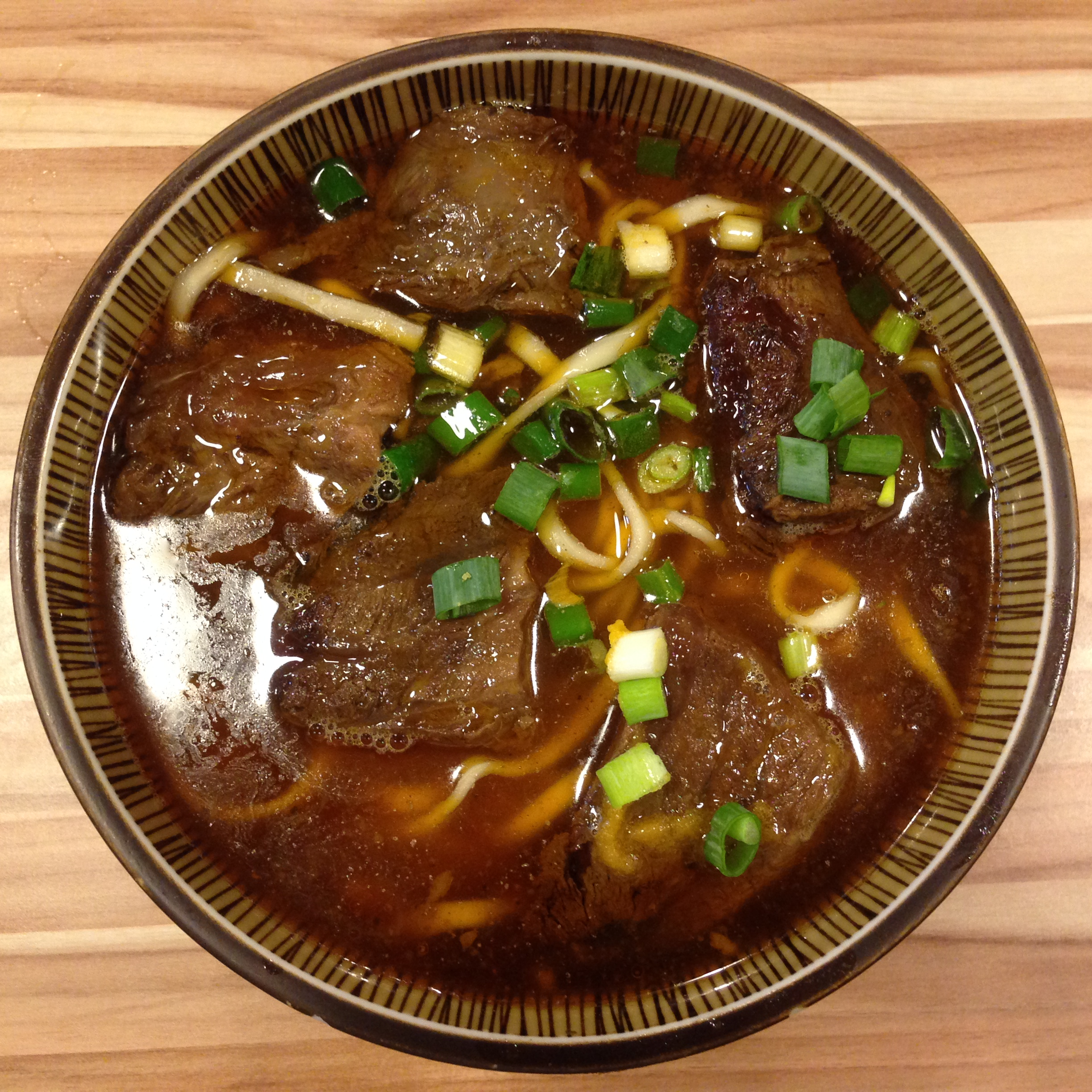
Hovězí nudlová polévka

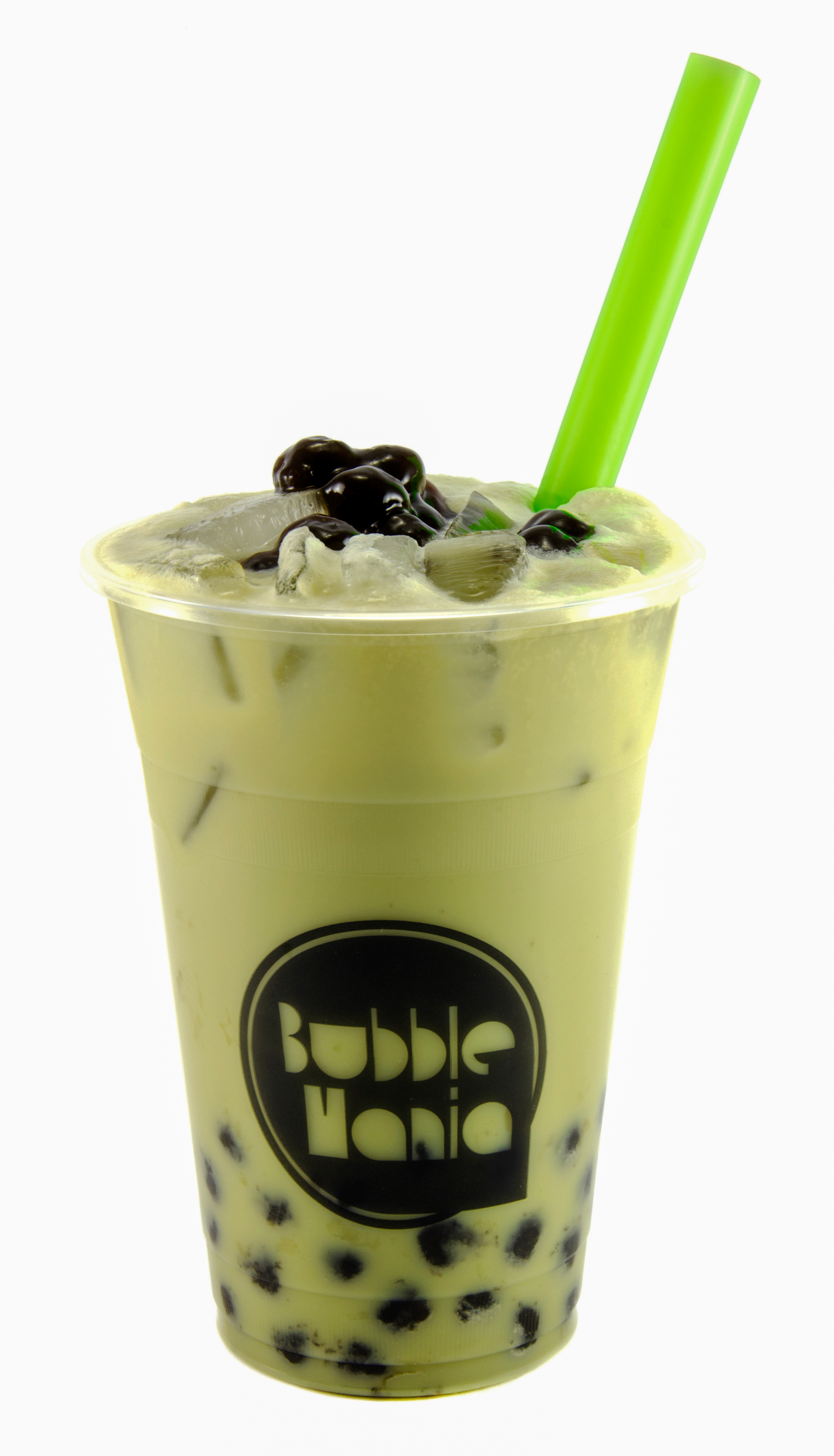
Kelímek s bubble tea

Tchajwanská kuchyně (znaky: 臺灣菜, pchin-jin: Táiwān cài, český přepis: Tchaj-wan cchaj ) je velice podobná čínské kuchyni, především pak té jihočínské (tchajwanská kuchyně je nejbližší kuchyni čínské provincie Fu-ťien), ovlivněna byla ovšem i kuchyněmi z ostatních regionů kontinentální Číny a japonskou kuchyní, ale i kuchyní místních austronéských domorodců. Mezi nejpoužívanější suroviny patří rýže, nudle, knedlíčky, ryby (nejpopulárnější je chanos) a mořské plody, maso (kuřecí a vepřové), sója a zelenina. Vyhlášený je také tchajwanský čaj.
Jídlo je často podávané formou siao-čch' (xiaochi, čínsky 小吃), což jsou malé porce různých pokrmů (podobné jako tapas nebo meze).

## Příklady tchajwanských pokrmů
Příklady tchajwanských pokrmů:
- Plněné knedlíčky
- Lu-žou fan (滷肉飯), kostky z mletého vepřového masa restované v sójové omáčce, podávané s rýží
- Ústřicové omelety (蚵仔煎)
- Nudlová polévka (湯麵), její základ obvykle bývá hovězí vývar
- Kua pao (掛包), napařované těsto plněné bůčkem, zelím, koriandrem a mletými arašídy.
- Tchien pu-la (甜不辣), kousky mletého rybího masa ve vývaru, podobné japonskému odenu
- Železná vejce (鐵蛋), žvýkavá vejce vařená v sójové omáčce
- Ananasové koláčky (鳳梨酥)

## Příklady tchajwanských nápojů
Příklady tchajwanských nápojů:
- Bubble tea, nápoj který se z Tchaj-wanu rozšířil do celého světa. Jedná se o čaj, často s mlékem, doplněný o sladké tapiokové kuličky
- Čaj
- V menší míře je na Tchaj-wanu provozováno vinařství

## Kuchyně původních obyvatel Tchaj-wanu
Tchajwanští domorodci austronéského původu tvoří jen okolo 2% obyvatelstva Tchaj-wanu, ale jejich kuchyně se od té čínské výrazně liší. Často se opéká maso divoké zvěře (jeleni, divoké prase, ale i krysy). Mezi některými kmeny jsou specialitou střeva poletuchy nebo opečené zahnívající maso. Tchajwanští domorodci tradičně pěstují tapioku, taro, batáty nebo jáhly, ze kterých se vyrábí prosové víno (小米酒). Kuchyně tchajwanských domorodců již není tak rozšířená, ale stále existuje mnoho restaurací kde se jídla z této kuchyně podávají.